# Публий Катий Сабин
Пу́блий Ка́тий Саби́н (лат. Publius Catius Sabinus; умер после 216 года) — римский государственный и политический деятель, ординарный консул 216 года. Сделал продолжительную и блестящую карьеру в правление ряда императоров династии Северов, занимал множество гражданских и военных должностей.

## Происхождение
Сабин происходил из рода Катиев, о котором современные историки располагают немногими данными. Невозможно точно установить его корни. Предположительно, он берёт своё начало в Северной Италии или Цизальпийской Галлии, хотя в одной надписи отмечается, что семья имела собственность в Далмации.
Одни ученые считают предками Сабина двух консулов-суффектов II века — Катия Севера и Катия Марцелла, в то время как другие полагают, что его родословную можно проследить вплоть до I века, когда упоминаются сенаторы из рода Катиев.

## Карьера
Катий начал свой cursus honorum в качестве военного трибуна XIII Парного легиона, дислоцировавшегося на тот момент в провинции Дакия. За этим последовало его избрание на пост городского претора. Известно, что в период исполнения полномочий претора он был ответственным за проведение общественных игр в Остии, посвященных Нептуну, Кастору и Поллуксу. Об этом свидетельствует надпись, содержащая гекзаметрический стих и высеченная на барельефе у храма Кастора и Поллукса в Остии. По всей видимости, в промежуток между 206 и 209 годом Сабин занимал должность легата пропретора провинции Норик. После наместничества Сабин находился на посту консула-суффекта в любой момент времени между 208 и 210 годами. Затем его назначили на должность curator aedium sacrarum operumque publicorum (должностное лицо, ответственное за обслуживание храмов Рима и общественные работы), которую он занимал в 210 году.
Будучи близким сторонником императора Каракаллы, Катий Сабин был вознагражден за свою лояльность, будучи назначенным консулом во второй раз в 216 году, после необычно короткого семилетнего промежутка, на этот раз в качестве ординарного консула вместе с Публием Корнелием Ануллином. Элий Лампридий, автор жизнеописания императора Гелиогабала в сборнике биографий «История Августов», рассказывает следующую историю, по всей видимости, относящуюся к Публию Катию Сабину. Однажды Гелиогабал неожиданно приказал всем сенаторам покинуть Рим. Узнав, что консуляр Сабин остался в городе, государь позвал центуриона и приказал убить ослушавшегося сенатора. Однако центурион, страдавший глухотой, решил, что ему сказали выгнать Сабина из столицы. Так он и поступил, спасши тем самым жизнь консуляра.
Сыновьями или внуками Сабина были, возможно, консулы-суффекты Луций Катий Целер и Гай Катий Клемент. Также его сыном мог быть консул 230 года Секст Катий Клементин Присциллиан.